# Spiro Agnew
Spiro Theodore Agnew, nato Spiros Anagnostopoulos (Towson, 9 novembre 1918 – Berlin, 17 settembre 1996), è stato un politico statunitense, membro del Partito Repubblicano e vicepresidente degli Stati Uniti d'America dal 1969 al 1973. In precedenza è stato anche governatore del Maryland dal 1967 al 1969.

## Biografia
Di origine greca, dopo essere stato governatore del Maryland, fu vicepresidente sotto la presidenza di Richard Nixon dal 1969 al 1973. Eletto con Nixon alle presidenziali del novembre 1968, fu rieletto vicepresidente nel novembre 1972, ma si dovette dimettere il 10 ottobre 1973 perché responsabile di evasione fiscale su alcuni contributi elettorali.

## Riferimenti nella cultura di massa
- Gli è stata dedicata The Ballad of Spiro Agnew, una brevissima canzone satirica scritta e suonata da Tom Paxton e ripresa da John Denver nel suo album Rhymes and Reasons.
- Nella serie animata Futurama il vicepresidente degli Stati Uniti d'America si chiama Agnew, un mostro senza testa che obbedisce al Presidente Richard Nixon, parodiando di fatto le situazioni storiche avvenute.
- In un episodio della serie animata I Simpson, la madre di Homer e altri attivisti fanno esplodere il laboratorio batteriologico di Burns utilizzando come timer della bomba una sveglia gadget della campagna elettorale di Spiro Agnew.
- Nell'album della band Heavy Metal Slipknot All Hope Is Gone il brano d'apertura .execute. è un discorso del 1970 diretto ai protestanti della guerra in Vietnam.[2]